# Cámara Nacional de la Industria de Radio y Televisión
Cámara Nacional de la Industria de Radio y Televisión (CIRT) és l'associació d'emissores de Mèxic. El CIRT representa totes les emissores comercials del país. El seu actual president és José Luis Rodríguez Aguirre, cap de Respuesta Radiofónica de Querétaro, que ocupa el càrrec des del 2018.

## Història

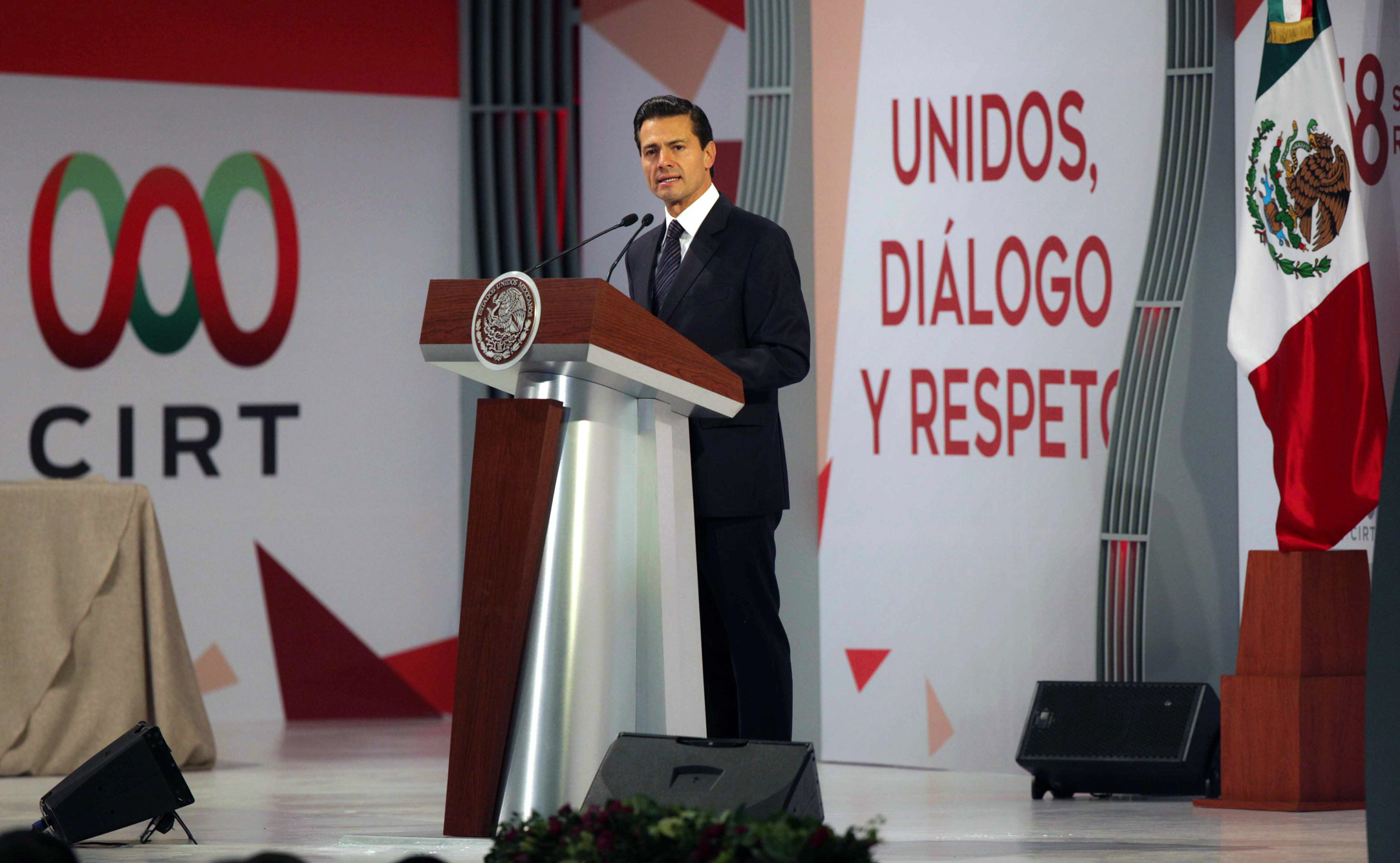
El President Enrique Peña Nieto parla a la 58a Setmana Nacional de la Ràdio i Televisió de 2016

La primera associació d'emissores a Mèxic va ser l' Asociación Mexicana de Estaciones Radiodifusoras que aviat canvià el nom pel d' Asociación Mexicana de Estaciones Radiodifusoras Comerciales, que es va formar el 1937. A finals de 1941 es va constituir formalment la Cámara Nacional de la Industria de Radiodifusión i Emilio Azcárraga Vidaurreta en fou nomenat primer president. La relació es va mostrar crítica per a les emissores que, a causa de la Segona Guerra Mundial, no van poder obtenir peces dels proveïdors estatunidencs per als seus equips; Les connexions d'Azcárraga amb RCA Victor van fer possible que les emissores petites obtinguessin parts mitjançant la seva afiliació amb els seu Radio Programas de México.
Històricament, el CIRT s'ha alineat amb les emissores més grans. El 1953, el CIRT va recolzar una actuació que va permetre a les grans emissores de ràdio de la Ciutat de Mèxic establir repetidors nacionals, afectant negativament les emissores locals.  Va donar suport a la Llei de Televisa el 2006, fins i tot quan molts dels membres més petits de l'associació s'haurien vist perjudicats per una mesura que beneficiava Televisa i TV Azteca. Així mateix, es va oposar a la decisió de l'Instituto Federal de Telecomunicaciones (Cofetel) de subhastar noves estacions de ràdio i televisió el 2016.

## Setmana Nacional de Ràdio i Televisió
La primera Setmana Nacional de Radiodifusió, ara Semana Nacional de Radio y Televisión, va ser organitzada pel CIR el 1958. L'organització va canviar el seu nom i va començar formalment a incloure emissores de televisió el 1970 després d'una reestructuració interna. 
El 2017, la Semana Nacional de Radio y Televisión no es va celebrar aquell novembre, la primera cancel·lació d'aquest tipus en la història de l'esdeveniment, arran dels dos terratrèmols que van assolar el país aquell setembre.